# Johann Reinhold von Trautvetter
Johann Reinhold von Trautvetter szwedzki wojskowy i dyplomata żyjący na przełomie XVII i XVIII wieku.
Ród Trautvetter wywodził się z Saksonii lub Turyngii. Znanym jej przedstawicielem jest XVI-wieczny filozof Johann Valentin Trautvetter, nauczyciel Lutra. Pierwszym szlachcicem z rodu był Hermann Georg Trautvetter, nobilitowany 31 maja 1684 roku.
Dnia 2 marca 1720 roku Johann Reinhold von Trautvetter został uczyniony szwedzkim baronem (Friherre). Wcześniej dowodził niemieckim pułkiem w służbie Szwecji. W styczniu 1715 roku miał pod swą komendą 573 żołnierzy. W armii szwedzkiej osiągnął rangę generała-majora.
Szwedzki poseł nadzwyczajny w Polsce w latach 1719-1721.